# 고무라 마사히코
고무라 마사히코(일본어: 高村 正彦, 1942년 3월 15일 ~ )는 일본의 정치인 가문, 정치인이다. 아버지는 전 중의원 의원으로서 도쿠야마 시장을 지낸 고무라 사카히코(高村坂彦)이다. 1998년부터 1999년까지, 다시 2007년부터 2008년까지 일본의 외무대신을 지냈으며, 일본 중의원에서 야마구치현 제1지구를 대표하는 구성원이다.

## 어린 시절
야마구치현 도쿠야마 시(현 슈난시) 출신으로 주오 대학을 졸업하였으며, 그 후 일본의 사법 시험을 통과하고 곧바로 정계에 들어갔다.

## 정치 경력
고무라는 1980년 6월에 있었던 첫 중의원 선거에서 당선된 뒤 여러 번의 선거에서 재선되었다. 1994년 6월에는 무라야마 내각에서 경제산업성대신, 1998년 7월에는 오부치 내각에서 외무대신, 2000년 12월에는 모리 내각에서 법무대신을 역임하였다.
2007년 8월에는 아베 신조 총리 아래에서 방위대신(防衛大臣) 에 올랐고, 그해 9월 아베의 사임에 따라 9월 26일에 성립된 후쿠다 야스오 총리 내각의 외무대신이 되었다. 2008년 9월 24일 아소 다로 내각의 성립으로 나카소네 히로후미가 후임 외무대신에 임명될 때까지 외무대신 직을 유지하였다.
그는 또 일중우호의원연맹(日中友好議員連盟)의 회장을 맡고 있으며, 2003년 작은 파벌을 이끌고 자유민주당 총재 선거에 출마했으나, 고이즈미 준이치로와 맞붙어 패한 경험이 있다.